# Kállai Csaba
Kállai Csaba (Újszász, 1967. május 15.–) vállalkozó, akit 2006. október 28-án avattak a magyar cigányok országos vajdájává.

## Pályafutása
Szolnokon lakatosnak tanult. A Mezőgépnél, később a vasútnál dolgozott. 1989-től vállalkozó.  1994-ben függetlenként, 2006-ban pedig az MCF Roma Összefogás Párt színeiben választották meg Újszász cigány kisebbségi önkormányzatának képviselőjévé.

## Vajdává választása
A megválasztás szervezői szerint a 39 éves Kállai, az újszászi roma önkormányzat elnöke, 150 év óta az első országos cigányvajda, akit 260 magyarországi cigány vezető jelölt erre a tisztségre.[forrás?] 2005. május 20-án választották országos vajdának.[forrás?] Az új országos vezető a cigányok hagyományos vajdarendszerének és a valamikor az élet sok területén részleteiben alkalmazott „cigánytörvény” újbóli megerősítését ígérte.
Rostás-Farkas György József Attila-díjas író, az avatás házigazdája szerint Kállai Csabát születésétől nagyra hivatott gyerekként tartották számon a cigányok, mert burokban, két foggal született. Kállai Csaba szerint a vajdarendszer 1423 és 1856 közt működött Magyarországon.
„Az ellentét már sok száz éve él a romák és magyarok között. Ez azért van, mert nem engedik megismerni egymás kultúráját. Azon fogok dolgozni, hogy közelebb hozzuk a két kultúrát egymáshoz” – mondta avatásán Kállai Csaba.
Kállai vajdává avatása után több dunántúli megye roma vezetője kétségbe vonta az országos vajdai tisztség történelmi eredetét illetve megválasztásának legitim mivoltát. Elhatárolódott Kállai megválasztásától az Országos Cigány Önkormányzat és több roma társadalmi szervezet is.

## Későbbi szerepe
Kállai Csaba a későbbiekben saját beszámolója szerint többször segített cigányok közti konfliktusokat megoldani. Ő haladt az élén a Marian Cozma meggyilkolása után elhíresült, 2008 nyarán történt siófoki romafelvonulásnak, amelynek célja helyi vállalkozók szerint a siófoki parti sétány vendéglátósainak megfélemlítése volt. Ö maga később arról számolt be, hogy megbánta a részvételt, amire csak azért került sor, mert úgy tudta: ez a demonstráció is egy helyi konfliktus feloldását szolgálja.
2021-ben felkérésére hivatalosan is esküt tett Lakatos Gusztáv, aki ezzel Miskolc, és Borsod-Abaúj-Zemplén megye cigány vajdája lett.